# Sanseirui
Sanseirui (hoặc Sanseiryu hoặc Sandairyu) (Hán tự: 三十六手 - Katakana: サンセイルー, Tam thập lục thủ) là một bài kata của karate có nguồn gốc tỉnh Phúc Kiến Trung Quốc.
Có nhiều biến thể của bài quyền này trong các hệ phái karate, ví dụ Cương Nhu Lưu, nhưng bài quyền này được cho là gắn kết chặt chẽ nhất với hệ phái Uechi-ryu và các hệ phái liên quan Shohei-ryu.